# The Teeth of the Tiger (film)
The Teeth of the Tiger er en amerikansk stumfilm fra 1919 af Chester Withey.

## Medvirkende
- David Powell som Paul Sernine / Arsène Lupin
- Marguerite Courtot som Florence Chandler
- Templar Saxe som Antoine Jabot
- Myrtle Stedman som Marie Forbes
- Joseph Herbert som Henry Forbes